# شير علي شاه مدني
الدّكتور المحقّق، السّيد الشّيخ شير علي شاه المدني الحقاني بن سيد قدرت شاه المعروف بغازي ملا المدني الحقاني اكوروي.
أما الأول وهو المدني ؛ فلأنهُ درّس في مدينة الرّسُول ﷺ بـ جامعة الإسلامية المدينة المنورة والمسجد النبوي، وأما الثاني وهو الحقّاني ؛ فنسبته إلى الجامعة التي درس فيها الفنون المروجة وكتب الحديث ألا وهي الجامعة الحقانية بأكوره ختك نوشهره، باكستان وتخرج مِنْها وهذه وطيرة ووعد كُل مَن يتخرج من هذه الجامعة ؛ فهو يزيد مع اسمه هذا اللفظ (الحقاني)، وأمّا الثّالث وهُو أكوروي ؛ فإنه بنسبة إلى بلده الّذِي ولد، نشأ وترعرع فيه.

## مولده ومسقط رأسه
انتقل آباء الشيخ من بخارا إلى باجور، ثم من هناك إلى أكوره ختك، وكان جده في معسكر الشاه إسماعيل الشهيد.
وُلِد العلامة بأكوره ختك البلد الشهير قريب نوشهره إقليم بختونخوا باكستان، وذلك يوم الأربعاء إحدي عشر مِن شعبان سنة 1349 الهجري الموافق 31 ديسمبر سنة 1930 الميلادي، وكان مولده قبل استقلال باكستان في عهد إنجليز.

## نشأته
نشأ الشّيخ المكرم في بيت متدين، وكان والده مِن عُلماء الكبار في وقته قرأ القرآن الكريم، والكُتُب الابتدائية في اللغة العربية والفارسية والبشتوية مع أبيه وأساتذة قراه.

## أسرته
قيل : تبدو سعادة المرء مِن أسرته، ويقال هو شريف النسب ؛ لأجل أسرته .
وهكذا كان حال الشّيخ شير علي شاه أنّهُ ولد في أسرة علمية مِن الأشراف والسّادات، وهُم مِن أحفاد رسول الله صلى الله عليه وسلم.

## دراسته وحياته العلمية
بدأ الشّيخ التَّعلُم مِن البيت فقرأ القرآن، والكتب الابتدائية في اللغة العربية والفارسية مع أبيه، وبعد ذلك خرج لطلب العلم.
قال في سيرته الذاتية : بعد أنْ قرأ القرآن والكتب الابتدائية في البيت، بعد ذلك أرسلني أبي إلى مدرسة أنجمن تعليم القرآن بأكورة ختك أسّسه الشّيخ العلامة عبد الحق، وهُنالك درست الكتب الابتدائية في النحو والصرف.
وبعد ذلك التحق بالجامعة الإسلامية بأكوره ختك، أسّسه الشّيخ كرم شاه المعروف بـ السيد بادشاه كل.
هنالك أخذ العلوم العربية مِن النحو والصرف والأدب مِن شيوخ بلده منهم الشيخ قاضى حبيب الله، والشيخ بادشاه كل وقت تقسيم الهند واستقلال باكستان، وذلك عام 1366 هـ الموافق 1947 م كان المسلمون ينتقلون مِن الهند (بهارت) إلى المملكة الإسلامية باكستان وكان الشيخ عبد الحق أنذاك محدثا بالجامعة الإسلامية الشهير بـ دارالعلوم ديوبند هند، ولكنه لم يتمكن بالذهاب إلى ديوبند بعد مجيئه إلى بلده ؛ فلذلك تنقل إلى مسقط رأسه أكوره ختك، وهنا أسس الجامعة الحقانية العالمية عام 1947م ؛ فالتحق الشّيخ بهذه الجامعة، ودرس الفنون المتدوالة من علوم القرآن والسنة والعلوم العربية والمنطق والفلسفة وما إلى ذلك.
تنقل الشّيخ في بلاد داخل وطنه وخارجه يلتقي العلم والأدب، وصرف من عمره حوالي خمسة وعشرين سَنَة في حصول العِلم، حتى أصبح متفننا في علوم شتّى لا سيما في التفسير والحديث، وحتى أعتبر شخصيته عبقرية في علوم شتّى، وكان مصدرا ومرجعا للناس وخاصة للعلماء.
وأمّا رحلاته العِلمية ؛ فقد رحل إلى الجامعة الأشرفية لاهور، وإلى روالبندي، وإلى الحِجاز المُقدَّس.

## شهاداته
- حائز على شهادة الدكتوراه في التفسير وعلومه.
- حائز على شهادة الماجستير.
- حائز على شهادة الليسانس.
- حائز على شهادة العالمية.[2]

## مؤلّفاته
للشّيخ الدّكتور شير علي شاه المدني عِدّة تأليفات مفيدة :
1. تفسير سورة الكهف - أطروحة لنيل شهادة الماجستير بالجامعة الإسلامية بالمدينة المنورة.
2. مقدّمة تفسير الحسن البصري. وذكر فيه جوانب حياة الحسن البصري (مجلد واحد).
3. مرويات الحسن البصري في تفسير القرآن (جمعا ودراسا وتحقيقا)، الجُزء الثاني من سورة الإسراء إلى الآخر، أطروحة لنيل شهادة الدكتوراه أيضا بالجامعة الإسلامية.
4. زُبدة القرآن الكريم.
5. أمالي الشّيخ اللاهوري.
6. مكانة اللّحية في الإسلام.
7. زاد المنتهى شرح سنن الترمذي.
8. حول حركة طالبان.
9. مجموعة الأشعار في مدح الشيخ غلام نصير الجلاسي.[3]

## ثناء العلماء عليه
كان الشّيخ محدثا كبيرا، وعالما ذكيا، ومحققا بارعا، ومؤلّفا أنيقا، ومجاهدا كبيرا لذلك ثنى عليه العلماء منهم شيوخه كما يلي :
قال الشيخ الأستاذ المحدث سميع الحق مدير الجامعة الحقّانية : محبي وخليلي ومخلصي الشيخ شير علي شاه منحه الله ملكة التقرير والتحرير، خدم القرآن الكريم والأحاديث النبوية ؛ فجزاه خيرا.
قال الدكتور عبد العزيز محمد عثمان مؤذن مسجد النبوي الشريف : الشيخ من أبناء الإسلام، بذل جهده وأتبع نفسه في تحقيق مرويات الحسن البصري، أخرجها كعمل مستقل، وشرح لهذه المرويات ؛ فجزاه الله خيرا، ونفع العباد به وكتب له القبول فيه.
وقال الشيخ عمر بن فلانة المحدث الكبير بالحرم النبوي الشريف، ومُدير شعبة دارالحديث : أشهد أني كنت معجبا مِن خلقه، مقررا لعلمه ومثابرته وتواضعه، جزى الله خير الجزاء، وشكر له ضيعه، وجعل ذلك في حسناته.
وقال المدرس الشهير بالمدينة المنورة الشيخ أبوبكر الجزائري : لنعم ما قدمت يا دكتور ! لطلبة العلم في أُمّة الإسلام ؛ فهنيأ لك يا شيخ ! وهنيأ لنا بما نلنا، فجزاكم الله خير الجزاء، وأحسن إليك كما أحسنت إلينا، وسلام عليك ما لاح كوكب وغاب.

## وفاته
توفي الشّيخ الدّكتور شير علي شاه يوم الجُمعة بعد أن صلى صلاة الجُمعة 16 محرم 1437 هـ، الموافق 29 أكتوبر 2015 م.